# Direttore artistico (animazione)
Il direttore artistico, nell'ambito specifico dell'animazione, è la figura professionale che si occupa in particolare dell'ambientazione, della scenografia e dei fondali, ivi compresa la scelta dei colori. Nel quadro di una produzione, egli è quindi a capo del team di grafici, disegnatori, pittori ed illustratori che si occupa della realizzazione del "set" in cui "recitano" i personaggi ideati dal character designer ed animati dagli animatori, dagli intercalatori e dai direttori dell'animazione (sakkan nell'animazione giapponese).
Il direttore artistico in questo ambito professionale si distingue dall'omonima figura operante, ad esempio, nel cinema o nella pubblicità, in quanto, dati i budget più contenuti delle produzioni animate industriali, assomma le competenze di figure professionali normalmente distinte ed ulteriori, quali lo scenografo e l'arredatore, oltre che quelle sue proprie.